# Eban and Charley
Eban and Charley je americký hraný film z roku 2000, který režíroval James Bolton podle vlastního scénáře. Film popisuje setkání nezletilého chlapce a dospělého muže. Snímek měl světovou premiéru na San Francisco International Lesbian and Gay Film Festivalu 12. června 2000.

## Děj
Eban je 29letý bývalý učitel, který na Vánoce přijíždí ze Seattlu k rodičům do svého rodného města Seaside v Oregonu. Zde se potkává s 15letým Charleym, který ztratil nedávno matku a žije s přísným otcem. Oba mají mnoho společného: oba ovládají znakový jazyk (Charleyova matka byla neslyšící), umějí hrát na kytaru a oba jsou gayové. Během procházek po pláži se mezi nimi postupně rozvíjí zamilovaný vztah navzdory hrozbě Charleyho otce, který se o jejich vztahu dozví. Eban v Saettlu přišel o práci kvůli obdobnému vztahu a musí se rozhodnout, zdali bude kvůli Charleymu riskovat zatčení a uvěznění.

## Obsazení
| Brent Fellows   | Eban           |
| Gio Black Peter | Charley        |
| Ellie Nicholson | Sunshine       |
| Drew Zeller     | Kevin          |
| Pam Munter      | Ebanova matka  |
| Ron Upton       | Ebanův otec    |
| Nolan Chard     | Charleyův otec |